# Маккензі (Міссурі)
Маккензі (англ. Mackenzie) — селище (англ. village) в США, в окрузі Сент-Луїс штату Міссурі. Населення — 134 особи (2010).

## Географія
Маккензі розташоване за координатами 38°34′51″ пн. ш. 90°18′59″ зх. д. / 38.58083° пн. ш. 90.31639° зх. д. (38.580948, -90.316321).  За даними Бюро перепису населення США в 2010 році селище мало площу 0,06 км², уся площа — суходіл.

## Демографія
Згідно з переписом 2010 року, у селищі мешкали 134 особи в 65 домогосподарствах у складі 35 родин. Густота населення становила 2129 осіб/км².  Було 69 помешкань (1096/км²).
Расовий склад населення:
| - 99,3 % — білих |

До двох чи більше рас належало 0,7 %. Частка іспаномовних становила 0,7 % від усіх жителів.
За віковим діапазоном населення розподілялося таким чином: 14,2 % — особи молодші 18 років, 74,6 % — особи у віці 18—64 років, 11,2 % — особи у віці 65 років та старші. Медіана віку мешканця становила 35,5 року. На 100 осіб жіночої статі у селищі припадало 86,1 чоловіків;  на 100 жінок у віці від 18 років та старших — 71,6 чоловіків також старших 18 років.
Середній дохід на одне домашнє господарство  становив 75 312 долари США (медіана — 76 000), а середній дохід на одну сім'ю — 90 700 доларів (медіана — 88 125). За межею бідності перебувало 3,3 % осіб, у тому числі 0,0 % дітей у віці до 18 років та 21,4 % осіб у віці 65 років та старших.
Цивільне працевлаштоване населення становило 95 осіб. Основні галузі зайнятості: роздрібна торгівля — 18,9 %, освіта, охорона здоров'я та соціальна допомога — 16,8 %, науковці, спеціалісти, менеджери — 12,6 %.